# 遠山徳男
遠山 徳男（とおやま とくお、1923年3月 - 1981年8月）は日本の農家、作詞家。
第二次世界大戦後の復興期に作られた宮城県の2代目県民歌「輝く郷土」の作詞者。名前の表記を「徳雄」とする資料も見られる。

## 来歴
1923年（大正12年）3月、宮城県桃生郡桃生村永井表（現在の石巻市桃生町永井）で農家の長男として生まれる。桃生尋常小学校（現在の石巻市立桃生小学校）在学中より成績優秀で、雑誌に短歌を投稿して何度か掲載されたことがある。
1944年（昭和19年）9月に応召、配属先の仙台東部第22連隊で終戦を迎え、復員する。1946年（昭和21年）、宮城県が河北新報社と合同で1938年（昭和13年）制定の「宮城県民歌」に代わる2代目の県民歌を懸賞募集した際に応募作が一等入選で採用され、村を挙げた祝賀行事が盛大に行われた。入選に当たっては「私は今後食糧増産に精出し県民歌の精神をみっしりやってゆきたいと思ひます」と、本業の農家としての活動を優先する意向を述べている。
1967年（昭和42年）7月に永井表の土地改良区総代へ選出され、将来を嘱望されていたが1969年（昭和44年）9月に事故のため半身不随となり、療養生活に入る。1981年（昭和56年）8月、死去。享年59（満58歳没）。なお「輝く郷土」と代替わりした初代「宮城県民歌」作詞者の高松茂夫（1913年 - 1940年）も桃生町と同じく現在は石巻市の一部となっている桃生郡の鹿又村（河南町を経て石巻市鹿又）出身であった。